# Viola crinita
Viola crinita är en violväxtart som beskrevs av Hugh Algernon Weddell och Wilhelm Becker. Viola crinita ingår i släktet violer, och familjen violväxter. Inga underarter finns listade i Catalogue of Life.